# Horst Fust
Horst Fust (* 22. Juni 1930 in Berlin, Deutsches Reich; † 26. August 2003 in Bendestorf, Niedersachsen) war ein deutscher Journalist. Fust war sieben Jahre Chefredakteur der BILD-Zeitung.

## Karriere
Horst Fust (Spitzname Hotte) arbeitete nach seinem Studium der Germanistik, Geschichte und Soziologie ab 1954 zunächst für die Berliner Zeitung. Nach weiteren Zwischenstationen, u. a. bei Die Welt, Quick und Neue Ruhr-Zeitung, arbeitete er über 24 Jahre bei der BILD, wo er bereits mit 29 Jahren Politikchef wurde. Von 1981 bis 1988 war er der Chefredakteur des Springer-Blattes. Während seiner Zeit als Chefredakteur erreichte das Blatt die höchsten Auflagenzahlen in der Firmengeschichte. Im August 2003 starb Horst Fust in Bendestorf in Niedersachsen im Alter von 73 Jahren.